# Солка (Румыния)
Солка (рум. Solca) — город в Румынии жудеца Сучава.

## География
Город Солка находится на северо-востоке Румынии в районе Восточных Карпат, в регионе Южная Буковина
на расстоянии 35 км к востоку от административного центра жудеца — г. Сучава.
Население — 2 188 человек (2011). Солка является одним из самых малых городов Румынии. По данным переписи 2002 года в городе проживали — 4408 румын, 33 немца и 12 цыган.

## История
Впервые упоминается в 1418 году, как собственность молдавского господаря Александра I Доброго. В 1612—1622 господарь Стефан IX Томша основал здесь монастырь.
С 1784 здесь началась добыча каменной соли. В 1796 был построен пивоваренный завод, в 1801 — производство поташа, в 1802 — кирпичный завод. В конце XVIII — начале XIX века в город переехали немецкие поселенцы.
После Первой мировой войны Буковина и в её составе Солка вошли в состав Румынии. В 1926 получил статус города.

## Персоналии
- Шеля, Якуб (1787—1866) — предводитель крестьянского восстания в Галиции в 1846 году, которое вошло в историю как «Галицийская резня».